# Kobiety algierskie
Kobiety algierskie (fr. Femmes d'Alger dans leur appartement) – obraz olejny francuskiego malarza Eugène’a Delacroix. Dzieło zostało wystawione w paryskim Salonie, a następnie zakupione przez państwo francuskie. Jest przechowywany w Luwrze.

## Historia
W 1832 roku Delacroix odbył podróż do świeżo zdobytych przez Francję krajów Afryki Północnej - Algierii i Maroka. Towarzyszył hrabiemu de Mornay, specjalnemu wysłannikowi Ludwika Filipa do sułtana. Artysta pozostawał pod wpływem wrażeń wyniesionych z tej wyprawy do końca życia, a motywy orientalne powracały wielokrotnie w jego twórczości. Wykonane w podróży szkice i akwarele służyły mu następnie podczas malowania płócien. Podczas pobytu w Algierze Delacroix został dopuszczony do wnętrza domu lokalnego dostojnika, zarządcy portu, a Kobiety algierskie są malarskim zapisem tej wizyty. Artysta spędził cztery popołudnia w domostwie wykonując rysunki, zanotował także imiona zamieszkujących tam kobiet, były to Zhora Touboudi oraz siostry Zhora i Moûni Bensoltane.

## Opis
Obraz przedstawia pomieszczenie dla kobiet pogrążone w łagodnym świetle przenikającym przez niewidoczne okno. W zamkniętej przestrzeni haremu, na posadzce okrytej dywanami, siedzą trzy kobiety. Ubrane są w jedwabne przewiewne tuniki i luźne spodnie odsłaniające łydki. Ozdobione są bogatą biżuterią. Kobieta po lewej opiera się na ułożonych w stos poduszkach, a jej dwie towarzyszki wydają się prowadzić cichą rozmowę. Jedna z nich trzyma w lewej ręce fajkę wodną. Czarnoskóra służąca wychodzi z pomieszczenia zwracając głowę w stronę swojej pani. Ściany haremu wyłożone są dającymi chłód, błękitnymi płytkami o ozdobnym wzorze. W niszy, nad uchylonymi drzwiczkami, można dostrzec cenną zastawę stołową. Obok tej wnęki wisi lustro w bogatej oprawie.
Delacroix stworzył zmysłowe dzieło przepojone światłem i kolorem. Światło wydobywa z półmroku części kobiecych twarzy, nagie ramiona, łydki i stopy. Najjaśniejszą plamę tworzy olśniewająco biała koszula siedzącej kobiety rozświetlająca cały obraz. W świetle połyskują także części biżuterii. Kolory tworzą harmonię barw dopełniających się i nasycających nawzajem: sąsiadują ze sobą odcienie oranżu, różów, żółcieni, szafirów i turkusów. Obraz charakteryzuje się większą powściągliwością niż wcześniejsze dzieła Delacroix, jak na przykład Śmierć Sardanapala. W Kobietach algierskich artysta osiągnął swój bardziej dojrzały styl.
W sztuce XIX wieku popularne były motywy orientalne, a twórcy tacy jak Antoine-Jean Gros, Jean-Auguste-Dominique Ingres, Francesco Hayez czy John Martin malowali obrazy ukazujące egzotyczny Wschód nigdy nie odwiedziwszy żadnego ze wschodnich krajów. Motywy te były jednym ze sposobów ukazywania tematów, których nie można było przedstawić wprost. Wyobrażenia egzotycznych kobiet w haremach, spoczywających na pufach i poduszkach niewolnic czy kąpiących się odalisek były usprawiedliwieniem dla prezentowania nagości, również z podtekstem erotycznym lub pornograficznym. Obraz Delacroix nie wpisuje się w ten nurt malarstwa – jest co prawda zmysłowy, ale jednocześnie poetycki. Na obrazie nic się nie dzieje, a kobiety z haremu nie eksponują swej nagości. Malarz przedstawił fascynującą, egzotyczną scenę ukazując rozmarzone kobiety w bogatym, orientalnym wnętrzu.
Obraz jest sygnowany: Eug.Delacroix. F.1834.

## Inne wersje
W 2019 roku Museum of Fine Arts w Houston zakupiło najwcześniejszą wersję obrazu. Dzieło było uważane za zaginione do 2018 roku, kiedy to odkryto je w mieszkaniu paryskiego kolekcjonera. Obraz ukazuje wpółleżącą kobietę i stojącą nad nią czarnoskórą służącą, został namalowany w latach 1833–1834. W 1849 roku Delacroix namalował mniejszą wersję Kobiet algierskich znajdującą się obecnie w Musée Fabre w Montpelier. Płótno przedstawia postacie w bardzo podobnym układzie jak główny obraz, jednak kobiety oddalone są bardziej od widza, szczegóły uległy uproszczeniu, a kontury lekkiemu zatarciu.